# Sandovalina (kommun)
Sandovalina är en kommun i Brasilien.   Den ligger i delstaten São Paulo, i den södra delen av landet, 800 km sydväst om huvudstaden Brasília. Antalet invånare är 3 699.
Följande samhällen finns i Sandovalina:
- Sandovalina

Trakten runt Sandovalina består i huvudsak av gräsmarker. Runt Sandovalina är det mycket glesbefolkat, med 7 invånare per kvadratkilometer.